# アルル・ナジャ
アルル・ナジャ（Arle Nadja）は、コンパイルのコンピューターゲーム『魔導物語』・『ぷよぷよ』シリーズの主人公。

## 概要
魔導師の卵の少女。7月22日生まれの16歳。一人称はボク。髪色・髪型は茶色のポニーテールで、瞳の色は金色。趣味はダンジョン探索。好きな食べ物はカレー、らっきょ。基本的には「カーバンクル」という、黄色い謎の生物と共に行動している。
性格は天真爛漫で芯が強く、自分の考えや思ったことははっきり言うタイプ。幼少期には成績は優秀であると評されている。
『魔導物語』エピソード2で闇の貴公子サタンから求婚されたのをきっかけに、その後の作品でも何度か結婚を迫られている。
禁断の魔法「オワニモ」の封印を解いたことにより、「ぷよぷよ」が4つ繋がると消えるようになった。
初登場は1989年11月7日発売のMSX2用ディスクマガジン『ディスクステーション SPECIAL クリスマス号 (#SP5)』に収録された小作品『魔導物語 EPISODE II CARBUNCLE』で、名無しの主人公として登場していた。その後、同作にエピソードを追加して製品化したMSX2版『魔導物語1-2-3』までは主人公に正式な名前が無かったが、同作品がPC-9801に移植された時に「アルル・ナジャ」と命名された。「アルル」はクラシック音楽の『アルルの女』、「ナジャ」はアンドレ・ブルトンの同名小説『ナジャ』に登場する女性の主人公から取られている。かつて販売されていた「ぷよまん」に同封されていたリーフレットでは、漢字を当てて「亜流留・那邪」と表記されていた。
ヨーロッパで稼動していたAC版『ぷよぷよ』では「Silvana」という名前に変更され、ストーリーも変更されている。
普段は青と白を基調とした衣装を着用しているが、『ぷよぷよDA!』では、赤いトップと黒いジャージを穿いていた。同作品では彼女はニット帽を被っているため、束ねている部分は隠れていて見えない。この他、漫画では季節や場面に応じて様々な衣装を着ることがあり、さらに『とっても!ぷよぷよ』では、扉絵で他のキャラクターの衣装を身につけることもあった。

## プロフィール
- 身長：158cm
- 体重：53kg / 46kg（セガサターン版『魔導物語』）
- スリーサイズ
  - B86/W60/H85（『ぷよぷよ通』の攻略本）
  - B80/W60/H85（『ぷよぷよSUN』）
  - B80/W58/H80（セガサターン版『魔導物語』）
- 血液型：AB型(はなまる幼稚園児、セガ版)[注 5]

## 各作品ごとの活躍

### 魔導物語1-2-3
大筋こそ同じだが、移植機種によってエピソードの細部が異なっている。ここでは初作の製品版であるMSX2版『魔導物語1-2-3』を基準に解説する。
エピソード1
年齢は6歳。魔導幼稚園の卒園試験に挑める資格を持つ生徒は、今年は彼女一人だけだった。幼稚園の敷地内にある数々の罠が仕掛けられた塔の中で「イリュージョンモンスター」という魔導力で作られた魔物と闘い、魔導球を集める。
ゲームギア版『魔導物語I 3つの魔導球』では、塔の中で原作に登場しないライバルキャラクターとして、同じく試験に挑む生徒のカミュが登場する。
スーパーファミコン版『魔導物語 はなまる大幼稚園児』ではこの卒園試験を受けるまでの前日談をメインに描いており、文字通り、山を上り、谷を越え、森を抜け、水中を潜る活躍をしている。同作では彼女の母も魔導師だったとされる。父親はおらず、作品中では語られないが、どうやら魔導師として働いている最中に行方不明になってしまったらしい。
一方、ほぼ同時期に発売されたメガドライブ版『魔導物語I』では、卒園試験を受ける為の筆記試験を鉛筆を転がして受けており、卒園試験に臨めたのは単に運が良かっただけだとされている。こちらではカミュがアルルを見守る先輩という設定で登場する。同作では、塔を脱出したものの、合格点に満たず試験に落第する結末も存在する。

エピソード2
年齢は16歳。優秀な魔導師を目指すべく、魔導学校「古代魔導スクール」へ向かう旅に出ている。この旅は入学試験も兼ねており、乗り物は一切使えず自身の魔導力のみを頼って学校の申請室へ辿り着くのが目的であるとされる。
旅の途中、魔導士シェゾ・ウィグィィに襲われて地下牢に捕まってしまうが、シェゾを倒して地下牢から脱出する。
脱出の際に出会った魔物商人ミイル・ホォルツオ・ベンジャミンから、ライラの遺跡に眠っている「ルベルクラク」という宝石を探し出したら強力な魔導アイテム「ウラノス・スタッフ」と交換すると持ちかけられる。ライラの遺跡を攻略すると、最深部にいた魔王サタンから、ライラの遺跡がサタンの花嫁選抜会場だったと聞かされる。サタンはアルルが后になるつもりはなく、ルベルクラクを取りに来ただけと聞かされる。しかし、実はルベルクラクはサタンのもっとも大切にしているペットの小さな生物カーバンクルの額に存在しており、カーバンクルはルベルクラクを取られると死んでしまうため、アルルがカーバンクルの命を奪いに来たと思い込んだサタンは激昂してアルルへ襲いかかる。
サタンを倒すと、額にルベルクラクをつけたカーバンクルが登場。サタンの先述の話を聞いていたアルルは部屋の隅で怯えるカーバンクルを見つめ、額の宝石の入手を諦めてカーバンクルをなだめると、カーバンクルはアルルに懐いて付いてくるようになった。最終的にウラノス・スタッフを手に入れることは出来なくなったが、代わりにカーバンクルが仲間となる。

エピソード3
エピソード2から3日後、アルルは新たな仲間のカーバンクルとともに再び魔導学校への旅を再開するが、道ですれ違ったルルーという女性に因縁をつけられる。
サタンに想いを寄せていたルルーは、アルルがサタンとの婚約の証であるカーバンクルを連れていたことで勘違いして嫉妬し、配下の魔物であるミノタウロスをけしかける。逃げ出したアルルは、気が付くと生きて出た者は誰も居ないという迷いの森に迷い込んでしまう。
森の中で泣いていた魔物の子供テテテを慰めたことで、テテテの親トトトから出口を教えてもらい、無事森から脱出する。町へと辿り着いたアルルは、氷の魔導の使いすぎで霜焼けになってしまい、その薬の材料となるモケモエの遺跡へと向かうこととなる。
遺跡の最深部に居たルルーに薬の材料を分けてくれないかと頼むと、サタンから偉大な魔導師を后に娶るという話を聞かされたルルーは自分も魔導学校へ連れて行けと言う。こうして、アルルはルルーとミノタウロスを引き連れて魔導学校へと向かうこととなる。
ゲームギア版および携帯電話アプリ版『魔導物語III 究極女王様』では導入部こそ同じだが道中のシナリオが全く異なり、ミノタウロスに追われたアルルが、逃げる途中でルルーの仕掛けた落とし穴から地下迷宮に落ちてしまい、そこから脱出して紆余曲折を経てルルーの屋敷に直接乗り込む展開となる。ただし展開自体は大幅に異なるものの、結末でルルーがサタンに相応しい魔導師になるため、アルルに付いて魔導学校の旅へ同行するという流れは共通している。

### その後の作品でのアルル
元々の『魔導物語』では魔導学校に向かうために旅をしていたが、エピソード3以降にアルルが無事魔導学校へと辿り着いたのかは長らく明確になっておらず、メガドライブ版の『ぷよぷよ』では「現在魔導学校に通っているはず」と紹介されるも、プレイステーション版の『ぷよぷよ通 決定盤』では「魔導学校へ向かう旅の途中」と説明されていた。『なぞぷよ』シリーズや『ぷよぷよBOX』では旅すらしておらず、一軒家に住み自炊している。
『ぷよぷよ〜ん』では、GBC版以外の特技は「るいぱんこ」だが、この特技は「れんしゅう」「すと〜り〜」では使えず、「すと〜り〜」では代わりにステージを進めていったときに援助キャラの特技を使うことができる。GBC版の特技は「おじゃまバリア」。『ぷよぷよBOX』の「ごちゃまぜぷよぷよ」で「よ〜ん」スタイルの敵キャラとして登場するときの特技は「バリア」。
エピソード3の後を描いたディスクステーション12号の『魔導物語 はちゃめちゃ期末試験』でのアルルは、既にルルーやミノタウロスと共に魔導学校に辿り着いて入学した後の話になっている。

### エピソード1以前のアルル
『魔導物語A・R・S』のアルル編では4歳児として登場しており、来春に魔導幼稚園への入園を控えている。森の向こうに住んでいる祖母の家へ向かう途中、カーバンクルと遭遇。これを追いかけているうちに森の奥深くに迷い込んでしまった。アウルベアに囚われていた妖精を解放したことで妖精達の助けを得、無事森を抜け出して祖母の家にたどり着く。
『魔導物語A ドキドキばけ〜しょん』でも4歳児として登場するが、既に魔導幼稚園に通っている点と、既に妖精と友達になっている点で『魔導物語A・R・S』の設定とは異なる。自分だってもう「おねーさん」なのだからと母に頼み込み、魔導幼稚園の夏休みを利用して、たったひとりで森の向こうに住む祖母の家へ向かう。その途中、サタンがレジャーランド建設のために森を切り開いているのを発見し、妖精と協力し、これを阻止するために動く。

### 異世界に迷い込むアルル
ディスクステーション11号に掲載された『JUMP HERO外伝』では、『JUMP HERO』シリーズの世界にアルルとカーバンクルがやってきている。この作品には「マスクド・サタン通」という仮面を付けた人物が登場する。のちに仮面が外れて正気に戻るが、アルルの話によるとこの仮面こそがサタンの本体で、彼は仮面を付けられてサタンに操られていたらしい。この仮面はアルルの話を聞くや一目散に飛び去って行き、アルルは「元の世界に帰せ」と叫びながらこれを追いかけていった。
なお、この作品より先に発売されたメガドライブ版『魔導物語I』では、『JUMP HERO』の関係者であるビリーバーンとミセス・イヴがイリュージョンモンスターとして登場しており、その後本家である『JUMP HERO外伝』に再登場した。なおビリーバーンはその後『す〜ぱ〜なぞぷよ通 ルルーの鉄腕繁盛記』にも登場した。
ディスクステーション13号に掲載された『アルル漫遊記』では、サタンとアルルの魔導力、それにカーバンクルのビームが加わり、空間の歪みが出来、3名揃って日本の平安時代のような世界に迷い込んでしまう。その後は源平合戦や幕末のような時代にもワープした。

### セガ製作のぷよぷよでのアルル
- 登場作品：フィーバー | チュー! | 15th | 7 | 20th | クエスト | テトリス | クロニクル | eスポーツ | テトリス2
- タイプ：「バランス重視タイプ」（フィーバー）→「自力で連鎖タイプ」（チュー!以降） / テーマ曲：時空を超えて久しぶり！（「THEME OF PUYOPUYO」のアレンジ）

セガグループ（セガゲームス、セガ・インタラクティブ）の『ぷよぷよフィーバー』以降の新規作品では一貫して「アルル」とのみ表記されており、ゲーム内・設定資料含めて「アルル・ナジャ」と表記されたことはない。ただし、コンパイル時代の作品の移植・リメイクの場合に限り「アルル・ナジャ」とも表記されている。当初はコンパイル時代の作品とは異なり単なる対戦相手の1人としての登場で出番も少なかったが、その後は主人公に並ぶメインキャラクターとして描かれることも多くなっている。
『ぷよぷよフィーバー』以降の「フィーバールール」では3個・4個組のぷよが出現するにも関わらず、アルルの組ぷよの固有パターンは旧作のように常に2個組で固定となっている。同作では、異世界から本作の舞台であるプリンプタウンに飛ばされてきた人物として登場。本人曰く「ぷよぷよで勝負をしているうちに迷い込んでしまった」と言い、『ひとりでぷよぷよ』ではアミティが主人公となる『わくわくコース』のステージ7の対戦相手として登場する。
続編の『ぷよぷよフィーバー2【チュー!】』では、プリンプ広場に宿泊しながら気長にぷよぷよ勝負をしている。自分のいた世界とプリンプタウンの相違点を日記にまとめていた。同作では、プリンプ広場の案内役も担当している。
『ぷよぷよ! 15th anniversary』でも引き続き帰れていないままだが、元の世界からサタンやシェゾらがプリンプタウンにやって来て、久々の再会を喜んでいた。本作では全員がストーリーを持っており、自身のエンディングでは優勝メダルに元の世界とプリンプタウンを自由に行き来できることを願うが、この願いは後のシリーズでは反映されていない。シェゾ・ルルー・サタンのストーリーでは、最終ボスとして登場する。
『ぷよぷよ7』ではまた別の異世界であるチキュウのすずらん商店街に現れ、突如大量に現れたぷよを消す方法をあんどうりんごに授ける。自身の中で体を乗っ取ろうとしている「エコロ」と戦っているが、ついには乗っ取られてしまい漆黒のローブをまとった「ダークアルル」へと変貌してしまう。ダークアルルと化したアルルは自身の計画（世界をぷよで埋め尽くすこと）遂行のため、「世界の七不思議スポット」にドラコケンタウロス、シェゾ、すけとうだら、ルルー、サタンを呼び寄せ、クルークを利用して誘き寄せたりんご、アミティとぷよ勝負するようにけしかける。やがて世界は破滅寸前に陥り、その影響で時空を超えてプリンプタウンへ飛ばされたりんごの前に最後の意識を振り絞って元の姿で現れ、自身を止めるように頼み込む。救出された後はりんごやアミティと共に、エコロを退治した。
『ぷよぷよ!! 20th anniversary』の自身のストーリーでは、プリンプタウンに新婚スイートホームとして迷惑な城「DXサタン城」を建てたサタンをこらしめるため出向くことになる。また、エクストラストーリーではりんごやアミティらと協力して、サタンとエコロの共謀計画を阻止した。
『ぷよぷよ!!クエスト』では他のキャラクター達と共に新たな舞台であるプワープアイランドという島に飛ばされた設定になっており、ぷよ勝負をしながら過ごしている。イベントストーリーでは、メインキャラクターとして登場することも多い。また、衣装違いの亜種も多数存在している。
『ぷよぷよテトリス』ではりんご・アミティと共にスペースシップ「テト号」に飛ばされ、混ざり合うぷよぷよの世界とテトリスの世界の異変を止めるため、テト号艦長のティや乗組員らとも協力して事態を解決しようとする。
『ぷよぷよクロニクル』では、RPGモードの主人公を務めている。空から落ちてきた絵本の中に吸い込まれ、その異世界で出会った少女アリィから一方的に「勇者様」と決めつけられ始めは戸惑っていたが、その後はアリィや他の仲間たちと共に各地を巡ることとなる。

## ドッペルゲンガーアルル
いくつかの作品において登場するアルルのドッペルゲンガー。多くの場合は通常の魔物としてエンカウントする。
通常エンカウントする雑魚敵のドッペルゲンガーは、アルルと全く同じ姿をしており、使用する魔法もアルルと同じ物である。一部機種では衣装の色などがアルルとは異なったり、PC-98版では利き手が鏡に映したように逆になっている。エピソード1に登場する場合が多く、アルルが知らない魔法を使う場合もある。この場合は、ドッペルゲンガーを倒すことでその呪文を習得できる。
メガドライブ版『魔導物語I』ではアルルそっくりの偽者、ワルルが登場。自分の罪をアルルに着せるなどの方法でアルルの試験の妨害を行う。
ゲームギア版『なぞぷよ アルルのルー』では、カレーを完成させたアルルの前に現れて自分がアルルだと名乗り、カレーを巡って本物と対決する。倒すと消えてしまうため、正体は不明。本作のリメイクにあたる、スーパーファミコン版『す〜ぱ〜なぞぷよ ルルーのルー』内の「アルルのルー」ではストーリーが変更されたことに伴い、登場しない。
『魔導物語 はちゃめちゃ期末試験』では、アルルが試験中に迷い込んだ古代の遺跡から、さらに迷い込んだファントムゾーンという亜空間で登場。自分に勝てたら遺跡へ帰そうと言う。
ドリームキャスト・NINTENDO 64・プレイステーション版『ぷよぷよ〜ん』ではカーバンクルを誘拐した犯人として登場。最初はピエロの姿で登場しており、最終ステージでアルルそっくりの姿が明かされる。彼女がカーバンクルをさらった目的やその正体がはっきりと語られることは無く、勝負に負けると「ボクはアルルだ！それ以外の何者でもない！」と捨て台詞を吐いて消滅した。
ゲームボーイカラー版『ぽけっとぷよぷよ〜ん』ではストーリーが異なり、カーバンクルを誘拐した犯人という立場は同様だが、カーバンクルを始めとしたアルルの全てを奪いアルルに成り代わろうとしているという目的が明かされている。勝負に負けた後はアルルに諭されて改心する。同作では、ピエロの姿でも対戦キャラクターとして登場している。
『ぷよぷよ!!クエスト』では『よ〜ん』準拠の姿で登場しており、最初はピエロの姿だが、へんしん合成でドッペルゲンガーアルルに変化する。

## アルルを演じた人物

### 声優
来栖礼子（RCC中国放送アナウンサー）
- MSX2版・PC-9801版『魔導物語1-2-3』（Windows移植版含む、ドッペルゲンガーアルルも担当）
- アーケードメガドライブ・スーパーファミコン・FM TOWNS・X68000・Windows 3.1・Windows 95・Macintosh PowerPC・携帯電話アプリ版『ぷよぷよ』
- 『ぷよぷよBOX』内のモード「ぷよぷよ復刻盤」
- 『魔導物語A・R・S』
- ゲームギア版『魔導物語I 3つの魔導球』（携帯電話アプリ移植版含む、ドッペルゲンガーアルルも担当）
- 同『魔導物語II 〜アルル16才〜』（携帯電話アプリ移植版含む）
- 『ばよえ〜んウォーズ 大魔導戦略物語』
- 『大魔導戦略物語'95』
- 『す〜ぱ〜なぞぷよ ルルーのルー』（スーパーファミコン版『す〜ぱ〜ぷよぷよ』のボイスを流用）
- 携帯電話アプリ版『なぞぷよ』（アーケード版『ぷよぷよ』のボイスを流用）

三石琴乃
PCエンジン版『ぷよぷよCD』のCD-ROMの1トラック目の警告音声において、三石の代表作である『美少女戦士セーラームーン』の主人公月野うさぎをオマージュしたセリフがある。
- PCエンジンSUPER CD-ROM2版『ぷよぷよCD』
- サウンドトラック・ドラマCD『ばよえ〜ん!! THE MEGA TRACKS OF ぷよぷよCD』
- カセットテープ『ぷよぷよ の〜てんSPECIAL』
- PCエンジンSUPER CD-ROM2版『ぷよぷよCD通』
- PCエンジンアーケードCD-ROM2版 『魔導物語I 炎の卒園児』（ドッペルゲンガーアルルも担当）

井上麻美
- アーケード・メガドライブ・セガサターン・PC-9821&DOS/V・スーパーファミコン・ワンダースワン・携帯電話アプリ・Android版『ぷよぷよ通』※セガサターン版以降は、ボイスが録り直されている。
- ゲームギア版『魔導物語III 究極女王様』（携帯電話アプリ移植版含む）
- 同『魔導物語A ドキドキばけ〜しょん』
- 『魔導物語 はなまる大幼稚園児』
- メガドライブ版『魔導物語I』（Windows移植版含む、ドッペルゲンガーアルルも担当）
- 『ぷよぷよBOX』（メガドライブ版『ぷよぷよ通』のボイスを流用、ゲーム内のモード「ぷよぷよ復刻盤」は除く）
- 携帯電話アプリ版『なぞぷよ2』（アーケード版『ぷよぷよ通』のボイスを流用）

小沢美奈子（現・小沢ミナコ）
コンパイルが『第2回ぷよマスターズ大会』で行った自社オーディションにて選ばれた。
- プレイステーション・Windows 95・Macintosh PowerPC・ネオジオポケットカラー版『ぷよぷよ通』
- 『ぷよぷよSUN』（セガサターン版以降はボイスが録り直されている）
- 『魔導物語 はちゃめちゃ期末試験』（ドッペルゲンガーアルルも担当）
- 『アルル漫遊記』（『ぷよぷよSUN』のボイスを流用）
- 『白熱!ぷよりんぴっく!』
- 『わくわくぷよぷよダンジョン』
- 『魔導RUN』
- セガサターン版『魔導物語』
- 『たいぷdaぷよぷよ』（プレイステーション版『ぷよぷよ通』のボイスを流用）
- 『みんなでぷよぷよ』（『ぷよぷよSUN』のボイスを流用）
- 携帯電話アプリ版『ぷよぷよDX』他関連作品（『ぷよぷよSUN』のボイスを流用）
- ディスクステーション収録ムービー

本井えみ
- 『ぷよぷよ〜ん』（各種移植版含む、ドッペルゲンガーアルルも担当）
- 『ぷよぷよDA! -featuring ELLENA System-』（『ぷよぷよ〜ん』のボイスを流用）

三浦ひろみ
- プレイステーション2版『SEGA AGES 2500シリーズ Vol.12 ぷよぷよ通 パーフェクトセット』

園崎未恵
アルル役に決まった際は非常に緊張したと「ぷよぷよフェスタ2012」のトークショーの中で明かしている。
また、園崎は『ぷよぷよ!!クエスト』にてドッペルゲンガーアルルも演じており、自分が演じてきたアルルの人気が定着する中で、特殊なキャラクターが出ることとなったため、思い悩んだ末、久しぶりに過去作を遊んだ上で役作りに励んだと2021年の電撃オンラインとのインタビューの中で話している。
- 『ぷよぷよフィーバー』以降のセガ製作作品

エリカ・メンデス
- 『ぷよぷよテトリス』以降の英語版ボイス

宇野実彩子
- 『ぷよぷよクロニクル』（期間限定配信ダウンロードコンテンツ適用時のみ）

### 俳優
伊藤梨沙子
- 舞台『ぷよぷよ オンステージ』

## 反響

### 『クエスト』における反響
『ぷよぷよ!!クエスト』の運営プロデューサーを務めていた高大輔は、アルルが同作に初めて登場した際の盛り上がりを見て、彼女の人気を感じたとサービス開始から1年目にあたる2014年のインタビューの中で振り返っている。
また高は、2013年のクリスマスにサンタアルルが実装された際も反響が大きかったことも明らかにしている。
サービス開始1周年を記念して行われた人気投票では3位にランクインした。